# مجلس شيوخ هاواي
مجلس شيوخ هاواي (بالإنجليزية: Hawaii Senate) هو مجلس شيوخ ولاية هاواي الأمريكية، ويتكون من 25 مقعداً، وهو المجلس الأعلى في هيئة ولاية هاواي التشريعية.

## طالع أيضًا
- هيئة ولاية هاواي التشريعية